# Buccinatormyia
Buccinatormyia — викопний рід двокрилих комах вимерлої родини Zhangsolvidae, що існував у крейдовому періоді (112—109 млн років тому).

## Скам'янілості
Скам'янілі відбитки комах виявлені у печері Ель-Соплао на півночі Іспанії. На основі решток у 2015 році описано два нових види комах. У 2019 році описано третій вид Buccinatormyia gangnami з відкладень формації Чинджу в Південній Кореї.

## Опис
Зовні схожі на невеликих мух з довгим хоботком. Тіло завдовжки 9-14 мм. Довжина крила 6-9 мм. Хоботок в 4 рази більший за довжину голови. За допомогою хоботка комаха живилася нектаром та пилком. На тілі одного зразка виявлено скам'янілий пилок бенетитів. Ця муха, можливо, була запилювачем цих рослин.